# My Heart's in the Highlands
My Heart's in the Highlands es una canción y un poema de 1789 compuesto por Robert Burns. Es cantado con la melodía de "Fàilte na Miosg".
| Versión original | Versión en español |
| --- | --- |
| My heart's in the Highlands, my heart is not here, My heart's in the Highlands, a-chasing the deer; Chasing the wild-deer, and following the roe, My heart's in the Highlands, wherever I go.                                      | Mi corazón está en las Tierras Altas, mi corazón no está aquí, Mi corazón está en las Tierras Altas, cazando los ciervos; Cazando el ciervo silvestre y persiguiendo el corzo, Mi corazón está en las Tierras Altas, doquiera que vaya. |
| Farewell to the Highlands, farewell to the North, The birth-place of Valour, the country of Worth; Wherever I wander, wherever I rove, The hills of the Highlands forever I'll love.                                               | Adiós a las Tierras Altas, adiós al norte, La cuna de la valentía, el país del valor; Doquiera que deambule, doquiera que ande, Amaré por siempre los cerros de las Tierras Altas.                                                      |
| My heart's in the Highlands, my heart is not here, My heart's in the Highlands, a-chasing the deer; Chasing the wild-deer, and following the roe, My heart's in the Highlands, wherever I go.                                      | Mi corazón está en las Tierras Altas, mi corazón no está aquí, Mi corazón está en las Tierras Altas, cazando los ciervos; Cazando el ciervo silvestre y persiguiendo el corzo, Mi corazón está en las Tierras Altas, doquiera que vaya. |
| Farewell to the mountains, high-cover'd with snow, Farewell to the straths and green valleys below; Farewell to the forests and wild-hanging woods, Farewell to the torrents and loud-pouring floods.                              | Adiós a las montañas, cubiertas en lo alto de nieve, Adiós a los straths y a los verdes valles de abajo; Adiós a las florestas y a los salvajes bosques suspendidos, Adiós a los torrentes y a las estrepitosas riadas.                 |
| My heart's in the Highlands my heart is not here, My heart's in the Highlands, a-chasing the deer; Chasing the wild-deer, and following the roe, My heart's in the Highlands, wherev'r I go My heart's in the Highlands, farewell. | Mi corazón está en las Tierras Altas, mi corazón no está aquí, Mi corazón está en las Tierras Altas, cazando los ciervos; Cazando el ciervo silvestre y persiguiendo el corzo, Mi corazón está en las Tierras Altas, doquiera que vaya. |

## Composiciones
My Heart's in the Highlands ha sido arreglada para contratenor (alto) y órgano por Arvo Pärt. También ha sido modificada para lira y guitarra por el artista de folk ambiental escocés An Tuagh (Jamie Keddie).